# Podhruška
Podhruška je naselje v Občini Kamnik.

## Zgodovina
Podhruška je po svojem imenu, ki je v zvezi s sadjem, že staro naselje. V arhivskih zapisih se kraj prvič omenja leta 1312. Takrat je kamniški meščan Martin Vlah, po rodu iz Furlanije, prodal samostanu v Mekinjah dve kmetiji »pod gozdom v Hruški«. Tretjo kmetijo je samostanu leta 1330 podarila Elizabeta Gallenbertška za hčer Nežo, redovnico v tem samostanu.